# 前330年代
| 千纪： | 前1千纪 |
| 世纪： | 前5世纪 \| 前4世纪 \| 前3世纪                                                                              |
| 年代： | 前360年代 \| 前350年代 \| 前340年代 \| 前330年代 \| 前320年代 \| 前310年代 \| 前300年代                    |
| 年份： | 前339年 \| 前338年 \| 前337年 \| 前336年 \| 前335年 \| 前334年 \| 前333年 \| 前332年 \| 前331年 \| 前330年 |

前330年代從前339年1月1日開始，於前330年12月31日結束。

## 大事记
- 公元前338年，喀羅尼亞戰役，馬其頓勝利。
- 公元前336年，孟子见梁惠王。
- 公元前335年，秦佔領韩宜阳 。
- 公元前334年，越入侵楚，楚擊退越，並滅了越。
- 公元前333年，楚围佔領徐州。
- 公元前325年，赵武灵王立。秦称王。